# Hradiště (okres Benešov)
Hradiště (Duits: Hradischt) is een Tsjechische gemeente in de regio Midden-Bohemen en maakt deel uit van het district Benešov. Het dorp ligt op 4 kilometer afstand van Vlašim en op ongeveer 18 kilometer afstand van de stad Benešov.
Hradiště telt 31 inwoners (2024).

## Geschiedenis
De eerste schriftelijke vermelding van Hradiště dateert van 1289. In die tijd was er een kasteel in het dorp, dat op een later moment gesloopt is. Het voormalige kasteelterrein is nog te herkennen aan een grote, open grasvlakte tussen andere begroeiing.
In 1960 werd Hradiště ingedeeld bij het district Benešov.

## Verkeer en vervoer

### Autowegen
Er loopt een regionale weg naar het dorp.

### Spoorlijnen
Er is geen station in Hradiště. Het dichtstbijzijnde station is in Znosim, op zo'n 3 kilometer afstand.

### Buslijnen
De volgende buslijnen halteren in (de buurt van) het dorp:
| Halte                      | Lijn(en) | Traject(en)                     | Vervoerder   |
| -------------------------- | -------- | ------------------------------- | ------------ |
| Hradiště, Hradiště         | 453 758  | Tábor - Vlašim Benešov - Vlašim | CŠAD Benešov |
| Hradiště, Rozchod Hradiště | 453 758  | Tábor - Vlašim Benešov - Vlašim | CŠAD Benešov |
| Kondrac, Vítův Mlýn        | 453 758  | Tábor - Vlašim Benešov - Vlašim | CŠAD Benešov |

## Bezienswaardigheden
- Kerk van de Heilige Drie-eenheid[3]

## Galerij

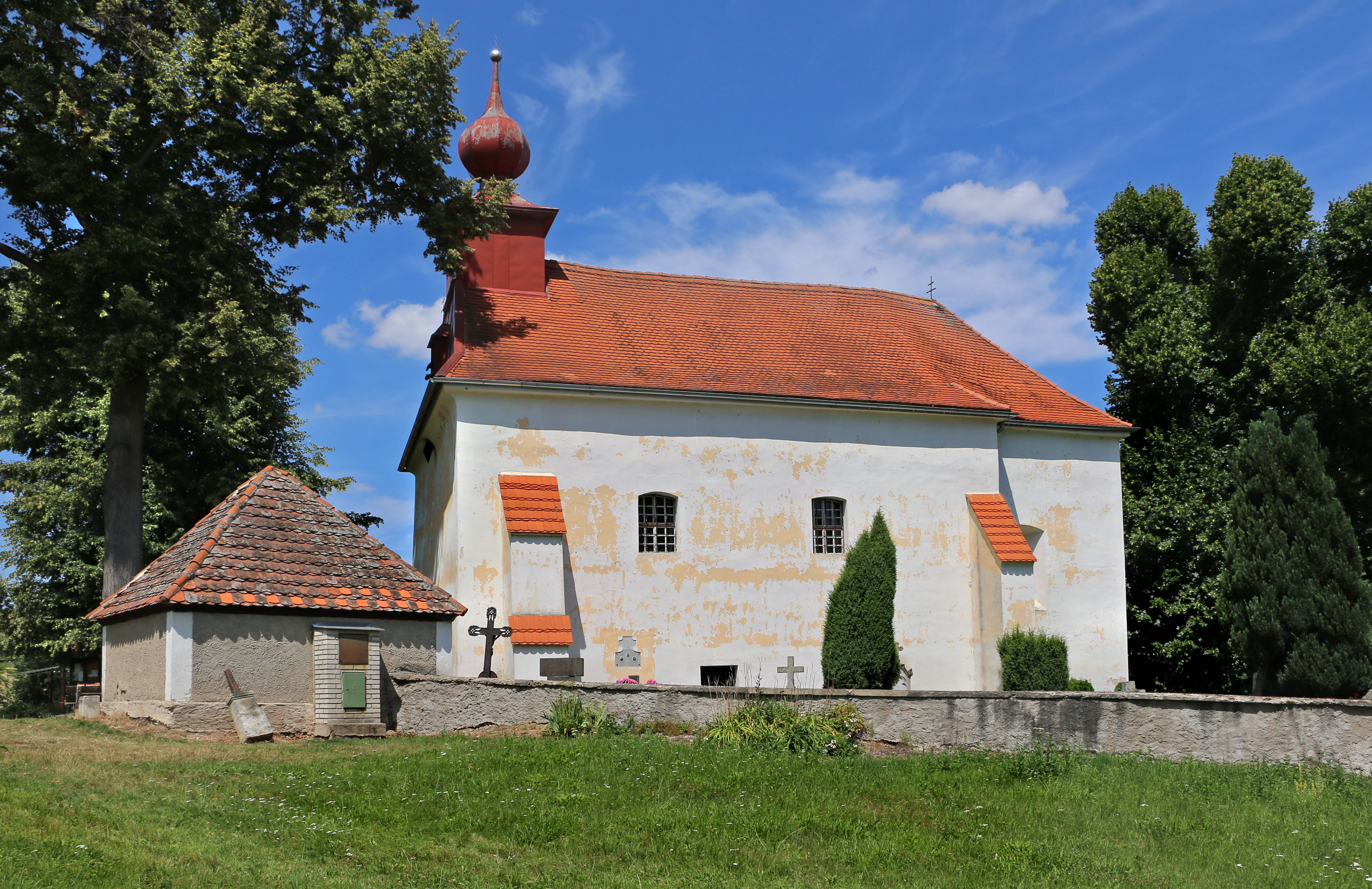
Kerk van de Heilige Drie-eenheid (2018)
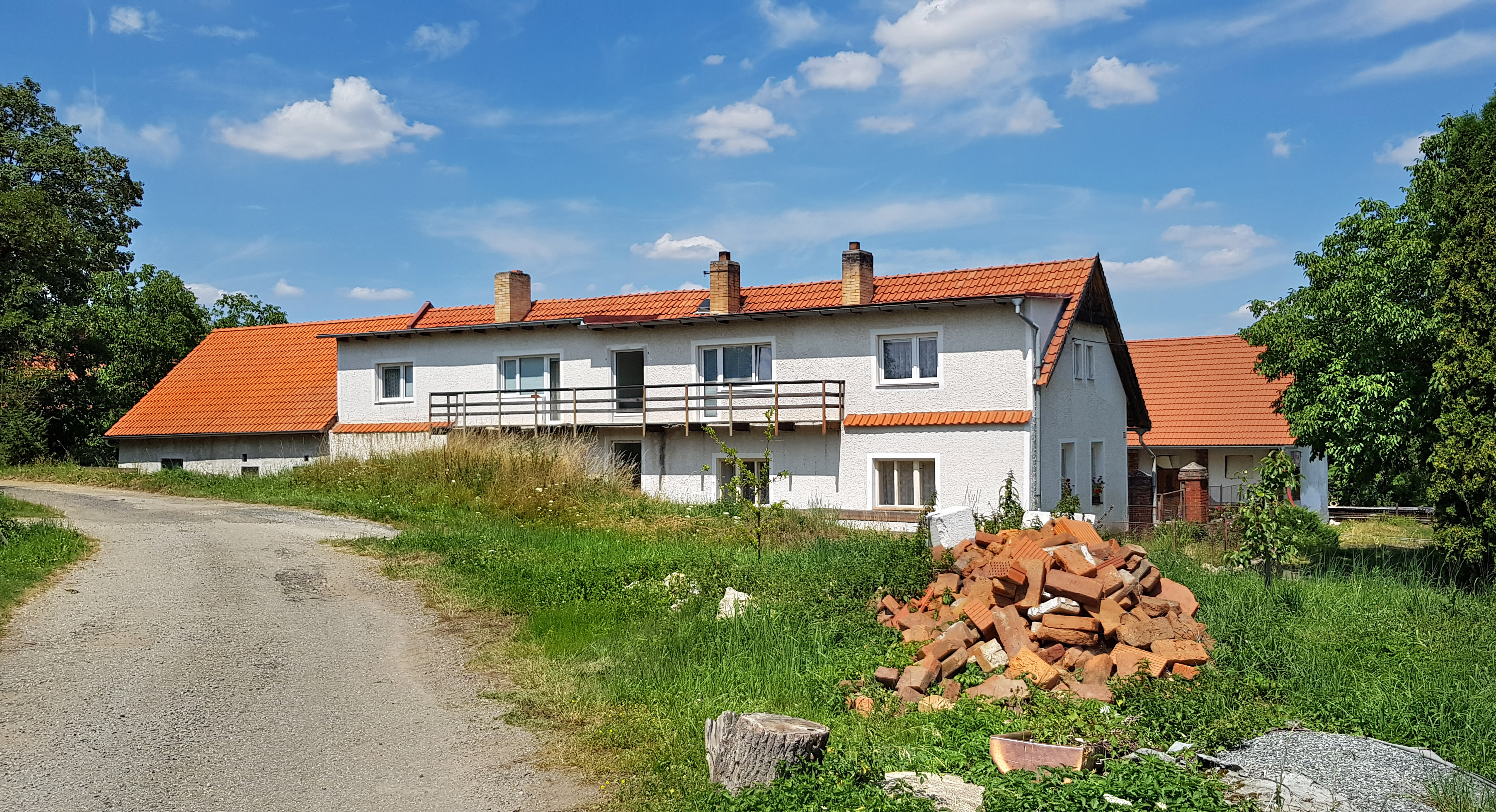
Huis in het dorp (2018)
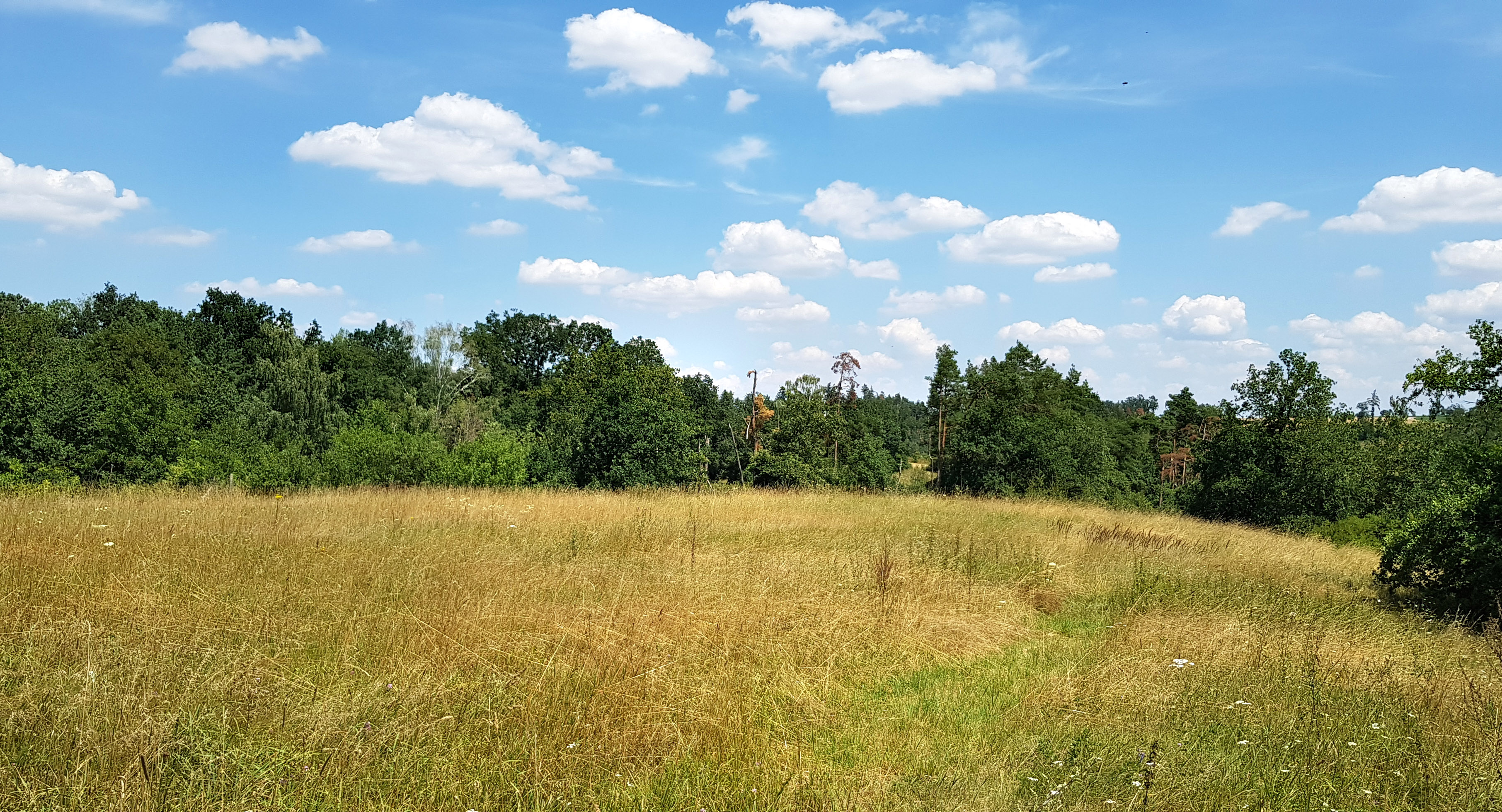
Voormalig kasteelterrein (2018)